# Жуль, Петер
Петер Жуль (нем. Peter Žulj; родился 9 июня 1993 года в Вельс, Австрия) — австрийский футболист, полузащитник клуба «Чанчунь Ятай». Выступал за сборную Австрии.
Старший брат Петера, Роберт — также является профессиональным футболистом.

## Клубная карьера

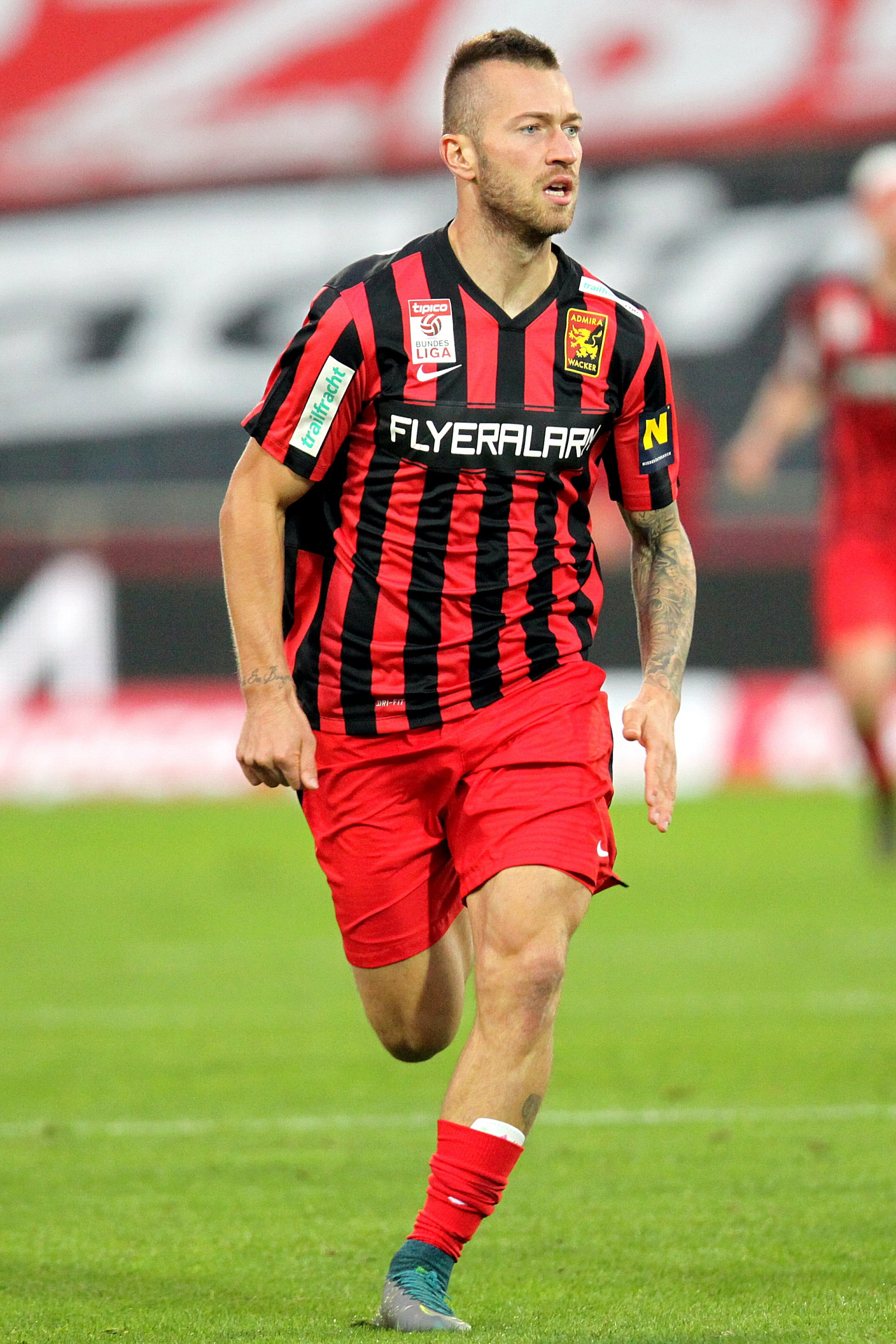
Жуль в составе «Адмира Ваккер Мёдлинг»

Жуль — воспитанник клубов «Вельс», «Ред Булл Зальцбург» и столичного «Рапида». Для получения игровой практики Петер играл за дубль последних, а также на правах аренды в командах Первой лиги Австрии — «Грёдинг» и «Хартберг». В начале 2014 года Жуль перешёл в «Вольфсберг». 8 февраля в матче против «Ваккера» он дебютировал в австрийской Бундеслиге. В этом же поединке Петер забил свой первый гол за «Вольфсберг».
Летом 2015 года Жуль перешёл в «Адмира Ваккер Мёдлинг». В матче против своего предыдущего клуба «Вольфсберга» он дебютировал за новую команду. 5 декабря в поединке против «Штурма» Петер забил свой первый гол за «Адмиру Ваккер Мёдлинг».
Летом 2016 года Жуль присоединился к «Риду». 23 июля в матче против своего родного клуба «Рапида» он дебютировал за новую команду. 30 июля в поединке против «Штурма» Петер забил свой первый гол за «Рид». Летом 2017 года Жуль перешёл в «Штурм». 23 июля в матче против «Санкт-Пёльтена» он дебютировал за новый клуб. В этом же поединке Петер забил свой первый гол за «Штурм». В своём первом сезоне он помог команде завоевать Кубок Австрии.

## Международная карьера
27 марта 2018 года в товарищеском матче против сборной Люксембурга Жуль дебютировал за сборную Австрии, заменив во втором тайме Флориана Гриллича.
| №  | Дата             | Оппонент             | Счёт | Голы | Пасы | Карточки | Минуты | Соревнование             |
| -- | ---------------- | -------------------- | ---- | ---- | ---- | -------- | ------ | ------------------------ |
| 1  | 27 марта 2018    | Люксембург           | 4:0  | —    | 1    | —        | 9'     | Товарищеский матч        |
| 2  | 30 мая 2018      | Россия               | 1:0  | —    | —    | —        | 80'    | Товарищеский матч        |
| 3  | 2 июня 2018      | Германия             | 2:1  | —    | —    | —        | 88'    | Товарищеский матч        |
| 4  | 10 июня 2018     | Бразилия             | 0:3  | —    | —    | —        | 24'    | Товарищеский матч        |
| 5  | 6 сентября 2018  | Швеция               | 2:0  | —    | —    | —        | 90'    | Товарищеский матч        |
| 6  | 11 сентября 2018 | Босния и Герцеговина | 0:1  | —    | —    | —        | 90'    | Лига наций 18/19 (В)     |
| 7  | 12 октября 2018  | Северная Ирландия    | 1:0  | —    | 1    | —        | 90'    | Лига наций 18/19 (В)     |
| 8  | 15 ноября 2018   | Босния и Герцеговина | 0:0  | —    | —    | 39'      | 82'    | Лига наций 18/19 (В)     |
| 9  | 12 октября 2018  | Северная Ирландия    | 2:1  | —    | 1    | —        | 45'    | Лига наций 18/19 (В)     |
| 10 | 24 марта 2019    | Израиль              | 2:4  | —    | 1    | 58'      | 85'    | Отбор ЧЕ-2020 (группа G) |

Итого: сыграно матчей: 10 / забито голов: 0; победы: 6, ничьи: 1, поражения: 3.

## Достижения
«Штурм»
- Обладатель Кубка Австрии: 2017/2018